# Dichaetaria
Dichaetaria là một chi thực vật có hoa trong họ Hòa thảo (Poaceae).

## Loài
Chi Dichaetaria gồm các loài: